# John Burn
John Southerden Burn (ur. 25 czerwca 1884 w Richmond, zm. 28 sierpnia 1958 w Bognor Regis) – brytyjski lekarz, wioślarz i oficer, brązowy medalista olimpijski.
Studiował medycynę w Kolegium Trójcy Świętej University of Cambridge. Dwukrotnie brał udział w The Boat Race: w latach 1907 i 1908 odnosił zwycięstwa.
Wystąpił na igrzyskach olimpijskich w Londynie w 1908 roku, gdzie brytyjska osada Cambridge w składzie: Frank Jerwood, Eric Powell, Oswald Carver, Edward Williams, Henry Goldsmith, Harold Kitching, John Burn, Douglas Stuart i Richard Boyle zdobyła brązowy medal. Był to jego jedyny start olimpijski.
Brał udział w I wojnie światowej, służąc jako podporucznik w Royal Army Medical Corps. 